# Цветов, Владимир Яковлевич

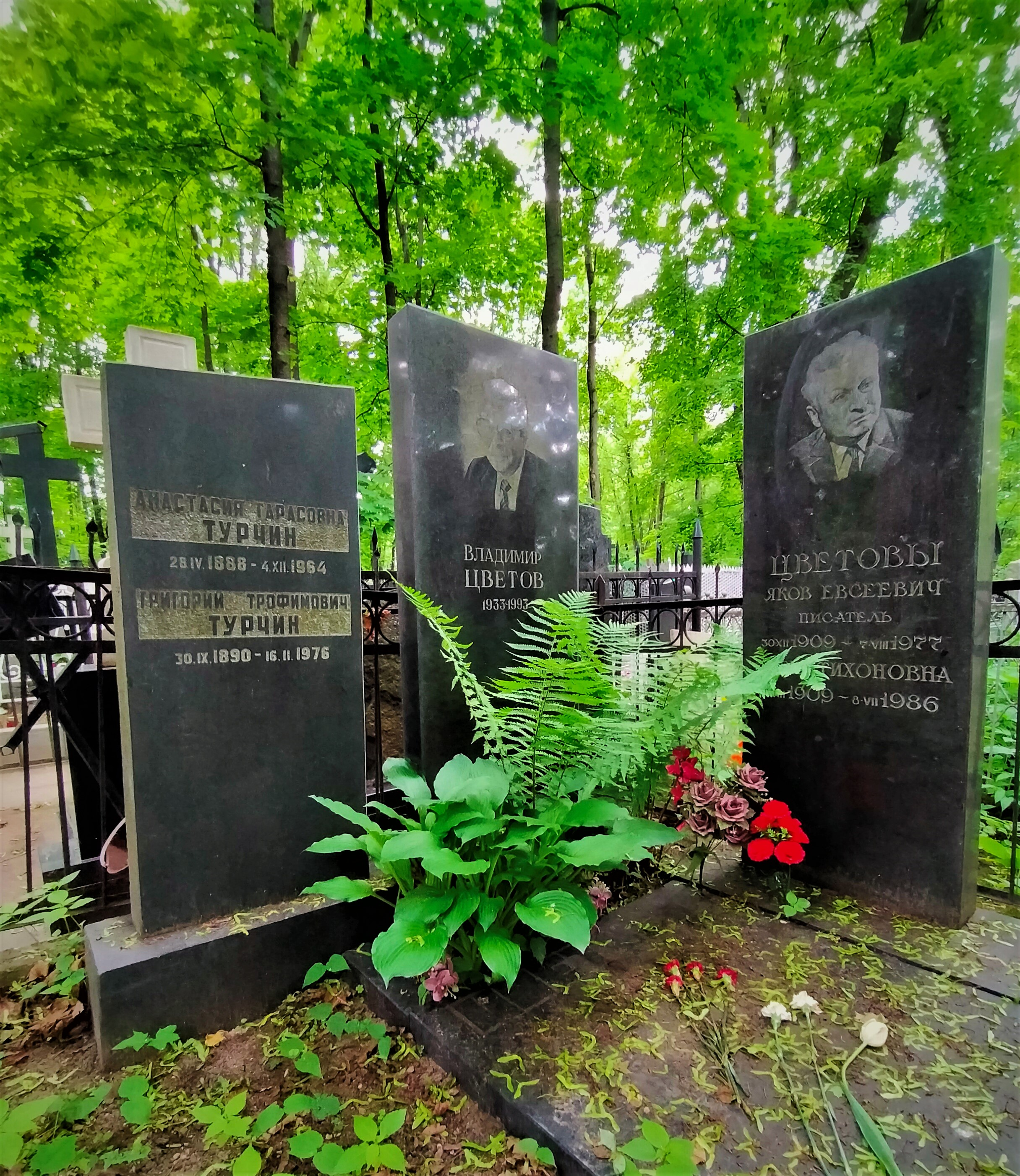
Семейное захоронение Цветовых на Введенском кладбище

Влади́мир Я́ковлевич Цве́тов (11 июля 1933, Москва — 5 октября 1993, Токио, Япония) — советский журналист-международник, телекомментатор, востоковед, японист. Сын писателя, поэта и журналиста Якова Евсеевича Цветова (Цейтлина) (1909—1977).

## Биография
В 1957 году Владимир Цветов окончил Институт восточных языков при МГУ им. Ломоносова (специальность — историк) и стал работать в средствах массовой информации. Начинал карьеру журналиста сотрудником Иновещания, рассказывая жителям Японии о жизни в СССР.
C января 1976 года по октябрь 1983 года работал в Японии собственным корреспондентом Советского телевидения.
И если раньше он рассказывал японцам о жизни в Советском Союзе, то теперь ему предстояло прямо противоположное: рассказывать советским людям о жизни в Японии.

Активный участник «перестройки», колумнист газеты «Московские новости».
Владимир Яковлевич Цветов, находясь в Японии, скоропостижно скончался в одной из токийских больниц 5 октября 1993 года. По предварительным данным, причиной смерти стал рак почки. Единственный журналист, церемония прощания с которым прошла в Доме российской прессы.
Похоронен на Введенском кладбище (23 уч.).

## Программы
- Международная панорама[5]
- Сегодня в мире

## Награды
- Медаль «Защитнику свободной России» (30 декабря 1993 года, посмертно) — за исполнение гражданского долга при защите демократии и конституционного строя 19-21 августа 1991 года[7]